# Ryan White (Aktivist)

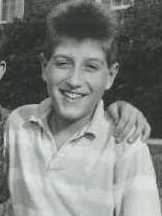
Ryan White (1989)

Ryan Wayne White (* 6. Dezember 1971 in Kokomo, Indiana; † 8. April 1990 in Indianapolis, Indiana) war ein US-amerikanischer Aktivist gegen die Diskriminierung von AIDS-Kranken.

## Leben
Ryan White war das ältere von zwei Kindern von Wayne und Jeanne White. Seine Schwester ist zwei Jahre jünger als er.
Er litt an Hämophilie und benötigte permanent Blutinfusionen. 1985 – im Alter von 13 Jahren – wurde bei ihm AIDS diagnostiziert. Vermutlich hatte er sich bei einer seiner täglichen Injektionen infiziert.
Sein Fall sorgte in den Vereinigten Staaten für Aufsehen und Empörung, da ihn die Schulleitung, nachdem sie von Ryans Krankheit erfahren hatte, vom Unterricht ausschloss. Er und seine Familie klagten vor Gericht und bekamen Recht: Ryan durfte die Schule wieder besuchen. In der Schule war er Beschimpfungen, Beleidigungen und etlichen Anfeindungen ausgesetzt. Seine Mutter wurde beim Einkaufen in der Stadt ebenfalls beleidigt und gemieden. Nachdem Reifen des Wagens der Familie zerstochen und das Haus mit Steinen beworfen worden war, zog die Familie in eine andere Stadt.
Sein Mut und seine Entschlossenheit führten dazu, dass er zwischen 1985 und 1989 einer der bekanntesten Aktivisten gegen die Diskriminierung AIDS-Kranker war. Er traf sich nicht nur mit US-Präsident George H. W. Bush, sondern war auch mit Prominenten wie Elizabeth Taylor, Elton John, Donald Trump und Phil Donahue bekannt. Michael Jackson widmete ihm das Lied Gone Too Soon.
Am 8. April 1990 starb White an den Folgen der Krankheit.

## Publikation
- mit Ann Marie Cunningham: Ryan White: My Own Story. Autobiographie. Dial Books, New York 1991, ISBN 0-8037-0977-3.

## Verfilmung
- 1989 – noch zu seinen Lebzeiten – wurde das Leben von Ryan White verfilmt: Die Ryan White Story. Die Hauptrolle verkörperte Lukas Haas.